# Vladislav Nikolaevič Volkov
Vladislav Nikolaevič Volkov (in russo Владислав Николаевич Волков) (Mosca, 23 novembre 1935 – Spazio, 30 giugno 1971) è stato un cosmonauta sovietico.

## Biografia
Nel 1953 iniziò i suoi studi presso l'istituto per l'aviazione di Mosca (MAI). Dopo aver concluso con successo tale formazione professionale collaborò in un ufficio di pianificazione e progettazione svolgendo la professione di ingegnere addetto al reparto costruzioni. A partire dal 1966 venne addestrato per il suo futuro impegno da cosmonauta.
Partecipò alle missioni Sojuz 7 (nel 1969) e Sojuz 11 (nel 1971) raggiungendo un totale di 702 ore di volo nello spazio. Volkov fece parte dell'equipaggio che decedette durante la fase di rientro in atmosfera al termine della missione Sojuz 11. A causa di una valvola che si aprì prematuramente ci fu un'improvvisa perdita di pressione con fuoriuscita dell'aria e l'intero equipaggio morì a causa dell'ipossia. Come era solito per le missioni Sojuz svoltesi fino a tale data, i cosmonauti non indossarono le loro tute spaziali e pertanto non ebbero la minima speranza di sopravvivenza. Successivamente a tale tragedia, le capsule spaziali Sojuz vennero decisamente modificate e migliorate nonché successive missioni svolte esclusivamente con equipaggi composti da due membri. Infatti lo spazio a disposizione consentiva un trasporto di due soli cosmonauti completamente vestiti con le loro tute spaziali.
Successivamente venne decorato del titolo onorario di Eroe dell'Unione Sovietica; inoltre un asteroide (1790 Volkov) porta il suo nome.